# ベイヨン (哨戒フリゲート)
ベイヨン (USS Bayonne, PF-21) は、アメリカ海軍の哨戒フリゲート。タコマ級フリゲートの1隻。艦名はニュージャージー州ベイヨンに因む。

## 艦歴
ベイヨンは海事委任契約（船体番号1487）の下1943年5月6日にオハイオ州クリーブランドのアメリカン・シップビルディング社で起工した。1943年9月11日にハンナ・ギャラハー夫人によって命名、進水、1944年9月22日にメリーランド州ボルチモアへ移動するためいったん就役、1944年10月2日にボルチモアに到着し、1944年10月6日に再び退役し艤装が行われた。ベイヨンは1945年2月14日にボルチモアで艦長エルマー・E・コムストック沿岸警備隊中佐の指揮下就役した。
就役後は2月末にバージニア州ハンプトン・ローズの南方に移動、3月3日にはグアンタナモ湾に向かい、整調訓練を行った。4月3日にグアンタナモ湾を離れ、ジャマイカのキングストン、ニューヨークに寄港した後整調後の修理のためフィラデルフィア海軍工廠入りする。作業は5月初めに完了し、7日にニューヨークに向かう。翌日到着し、ほぼ2ヶ月間を同地で過ごす。7月3日、西海岸に向けて出航、7月下旬にピュージェット・サウンド海軍造船所に到着し短期間の信頼性試験を行う。8月の最終週にアラスカ州コールド・ベイに移動し、同地で9月2日に退役、同日レンドリース法に基づきソ連海軍に貸与された。1949年10月までソ連海軍で活動し、その後アメリカ海軍に返還された。1949年11月14日に予備役となり、日本の横須賀で保管されたが、朝鮮戦争が勃発すると1950年7月28日に艦長ハリー・A・クラーク海軍少佐の指揮下再就役した。
9月11日、ベイヨンは神戸を出航し第90.7任務群と共に韓国の西海岸に向かう。9月15日、国連軍による仁川上陸作戦が始まり、ベイヨンは揚陸部隊の護衛を担当した。その後16ヶ月間を朝鮮半島での任務に従事し、時折修理のため日本の港に入港した。第90.7任務群との任務を1951年8月まで続けた後、ベイヨンは第92.1任務群と共に北朝鮮東部海岸の元山、城津での作戦活動を行った。
ベイヨンは1953年1月31日に横須賀で退役した。同年10月31日、日米船舶貸与協定に基づき第9回貸与艦として警備隊（後の海上自衛隊）に貸与され、「ぶな (PF-14) 」として就役し、横須賀地方隊に編入された。同年12月1日、「つげ」、「かえで」とともに第4船隊を新編。第4船隊は1954年3月20日、佐世保地方隊に編入、同年4月10日、第2船隊群（後の第2護衛隊群）に編入された。1957年9月1日、艦籍番号がPF-294に変更された。1959年6月15日、佐世保地方隊に編入。1961年12月1日、アメリカ海軍から除籍、1962年8月28日に貸与から供与に変更された。1965年2月21日、「ぶな」は同型艦のなかで最初に保管船（YAC-11）に区分変更された。1967年6月27日にアメリカ海軍に返還され、1968年3月1日に標的艦として海没処分された。
ベイヨンは朝鮮戦争の戦功で6個の従軍星章を受章した。